# Universidade de Altdorf

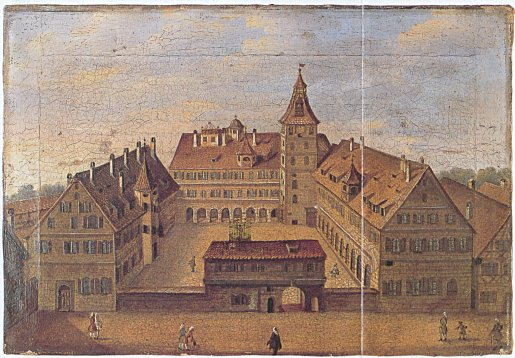
A Universidade de Altdorf em 1714.

A Universidade de Altdorf (em alemão: Universität Altdorf) foi fundada em 29 de Junho de 1575, recebendo privilégios de universidade em 3 de Outubro de 1622, e fechada em 24 de Setembro de 1809 por Maximiliano I José da Baviera.
Em maio de 1526, com a participação de inúmeros humanistas e reformadores de renome, incluindo Philipp Melanchthon e Martinho Lutero, foi fundado o Ginásio de Santo Egídio, em Nuremberg, onde Joachim Camerarius seria, mais tarde, seu reitor em 1565. Em 30 de Setembro de 1571 uma pedra foi colocada, dando início à construção do prédio da faculdade, financiado por ricos patrícios da cidade. Depois de quatro anos, a inauguração foi comemorada em 29 de junho de 1575.
Durante o período de 1614-1617 Altdorf se tornou centro do Socinianismo na Alemanha. Estimulados pelas conexões de unitarianos alemães com a Academia Racoviana na Polônia, socinianos alemães e poloness tentaram estabelecer em Altdorf uma academia similar. Dentre os estudantes socinianos famosos encontrava-se o teólogo polonês Samuel Przypkowski (1592-1670). Ele se matriculou como aluno em 22 de Março de 1614, três semanas depois do poeta escocês Thomas Seget (1569-1627), mas foi expulso de Altdorf em 1616.  Havia amplas suspeitas de crypto-socinianismo dentro do quadro estudantil. Em janeiro de 1617, o síndico Jacob Weigel trouxe de volta dois estudantes para Altdorf: Joachim Peuschel e Johann Vogel, e o colégio os obrigou a fazerem uma abjuração pública. Esta abjuração foi contestada por Valentinus Smalcius (1572-1622), um dos professores alemães da Academia de Raków, na Polônia.

## Pessoas famosas que estudaram na Universidade de Altdorf
- Hugo Donellus (1527-1591) jurista
- Edo Hildericus (1533-1599), professor de hebraico e primeiro reitor da academia
- Obertus Giphanius (1534–1604), professor de direito
- Johannes Praetorius (matemático) (1537–1616), matemático e astrônomo
- Petrus Wesenbeck (1546-1603) jurista
- Nicolaus Taurellus (1547–1606), reitor e professor de retórica, ética e medicina
- Konrad Rittershausen (1560-1613), jurista
- Scipione Gentili (1563-1616), professor de direito
- Ludwig Jungermann (1572-1652)
- Melchior Goldast (1578-1635) filólogo clássico
- Tobias Adami (1581-1643), filósofo
- Albrecht von Waldstein (1583-1634) general
- Christoph Crinesius (1584–1629), orientalista
- Daniel Schwenter (1585-1636) matemático e filósofo
- Johannes Fischer (Jurista)]] (1590-1659)
- Petrus Saxonius (1591-1625), professor de matemática
- Georg Nößler (1591-1660) médico
- Johannes Limnäus (1592-1665), jurista
- Abdias Trew (1597-1669) matemático e astrônomo
- Johann Michael Dilherr (1604-1669), professor de história, poesia e teologia
- Ernst Soner (1607–1608), reitor e professor de medicina
- Georg Philipp Harsdörffer (1607-1658) poeta e tradutor
- Johann Georg Volckamer (1616-1693) médico e naturalista
- Moritz Hofmann (1622–1698) médico
- Johann Adam Schertzer (1628–1683) teólogo luterano
- Johann Christoph Wagenseil (1633-1705) historiador, jurista e orientalista
- Johann Christoph Sturm (1635-1703) físico e matemático
- Wolfgang Gundling (1637–1689) teólogo luterano
- Johannes Saubert, o Jovem (1638-1688) orientalista e teólogo luterano
- Heinrich Arnold Stockfleth (1643-1708) teólogo e poeta
- Magnus Daniel Omeis (1646-1708) professor de retórica, poesia e moral
- Gottfried Wilhelm Leibniz (1646-1716) filósofo
- Johann Pachelbel (1653–1706) compositor e organista
- Christoph Fürer von Haimendorf (1663-1732) literato, poeta e tradutor
- Leonhard Christoph Sturm (1669-1719), teólogo, arquiteto e escultor
- Nicolaus Hieronymus Gundling (1671-1729) jurista
- Gustav Georg Zeltner (1672-1738) teólogo
- Jacob Paul von Gundling (1673-1731) historiador
- Johann Gabriel Doppelmayr (1677-1750), astrônomo alemão
- Johann Jakob Baier (1677-1735) médico e historiador
- Lorenz Heister (1683-1758) médico e botânico
- Johann David Köhler (1684-1755) bibliotecário e numismata
- Johann Heinrich Schulze (1687-1744) médico, filólogo e numismata
- Christoph Jacob Trew (1694-1769) médico e botânico
- Christian Heinrich Freiesleben (1696–1741) jurista e professor
- Johann Heumann von Teutschenbrunn (1711-1760) professor de direito
- Andreas Würfel (1718–1769) erudito e historiador
- Georg Andreas Will (1727-1798) historiador e filósofo
- Johann Christoph Gatterer (1727-1799) historiador e professor da Universidade de Göttingen
- Johann August Nösselt (1734-1807), teólogo evangélico
- Konrad Mannert (1756-1834) historiador e geógrafo
- Johann Philipp Siebenkees (1759-1796) professor de filosofia
- Johann Gottfried Pahl (1768-1839) erudito, historiador e publicista